# (73,9,1)-Blockplan
Der (73,9,1)-Blockplan ist ein spezieller symmetrischer Blockplan. Um ihn konstruieren zu können, musste dieses kombinatorische Problem gelöst werden: eine leere 73 × 73 - Matrix wurde so mit Einsen gefüllt, dass jede Zeile der Matrix genau 9 Einsen enthält und je zwei beliebige Zeilen genau 1 Eins in der gleichen Spalte besitzen (nicht mehr und nicht weniger). Das klingt relativ einfach, ist aber nicht trivial zu lösen. Es gibt nur gewisse Kombinationen von Parametern (wie hier v = 73, k = 9, λ = 1), für die eine solche Konstruktion überhaupt machbar ist. In dieser Übersicht sind die kleinsten solcher (v,k,λ) aufgeführt.

## Bezeichnung
Dieser symmetrische 2-(73,9,1)-Blockplan wird Projektive Ebene oder Desarguessche Ebene der Ordnung 8 genannt.

## Eigenschaften
Dieser symmetrische Blockplan hat die Parameter v = 73, k = 9, λ = 1 und damit folgende Eigenschaften:
- Er besteht aus 73 Blöcken und 73 Punkten.
- Jeder Block enthält genau 9 Punkte.
- Je 2 Blöcke schneiden sich in genau 1 Punkt.
- Jeder Punkt liegt auf genau 9 Blöcken.
- Je 2 Punkte sind durch genau 1 Block verbunden.

## Existenz und Charakterisierung
Es existiert (bis auf Isomorphie) genau ein 2-(73,9,1) - Blockplan. Er ist selbstdual und hat die Signatur 73·504. Er enthält 32704 Ovale der Ordnung 10.

## Liste der Blöcke
Hier sind alle Blöcke dieses Blockplans aufgelistet; zum Verständnis dieser Liste siehe diese Veranschaulichung
```
  1   2   3   4   5   6   7   8   9
  1  10  11  12  13  14  15  16  17
  1  18  19  20  21  22  23  24  25
  1  26  27  28  29  30  31  32  33
  1  34  35  36  37  38  39  40  41
  1  42  43  44  45  46  47  48  49
  1  50  51  52  53  54  55  56  57
  1  58  59  60  61  62  63  64  65
  1  66  67  68  69  70  71  72  73
  2  10  18  26  34  42  50  58  66
  2  11  19  27  35  43  51  59  67
  2  12  20  28  36  44  52  60  68
  2  13  21  29  37  45  53  61  69
  2  14  22  30  38  46  54  62  70
  2  15  23  31  39  47  55  63  71
  2  16  24  32  40  48  56  64  72
  2  17  25  33  41  49  57  65  73
  3  10  19  28  37  46  55  64  73
  3  11  18  30  41  44  56  63  69
  3  12  22  26  39  43  53  65  72
  3  13  25  31  34  48  52  62  67
  3  14  20  27  40  42  57  61  71
  3  15  24  29  36  49  50  59  70
  3  16  23  33  38  45  51  58  68
  3  17  21  32  35  47  54  60  66
  4  10  20  29  38  47  56  65  67
  4  11  22  33  36  48  55  61  66
  4  12  18  31  35  45  57  64  70
  4  13  23  26  40  44  54  59  73
  4  14  19  32  34  49  53  63  68
  4  15  21  28  41  42  51  62  72
  4  16  25  30  37  43  50  60  71
  4  17  24  27  39  46  52  58  69
  5  10  21  30  39  48  57  59  68
  5  11  25  28  40  47  53  58  70
  5  12  23  27  37  49  56  62  66
  5  13  18  32  36  46  51  65  71
  5  14  24  26  41  45  55  60  67
  5  15  20  33  34  43  54  64  69
  5  16  22  29  35  42  52  63  73
  5  17  19  31  38  44  50  61  72
  6  10  22  31  40  49  51  60  69
  6  11  20  32  39  45  50  62  73
  6  12  19  29  41  48  54  58  71
  6  13  24  28  38  43  57  63  66
  6  14  18  33  37  47  52  59  72
  6  15  25  26  35  46  56  61  68
  6  16  21  27  34  44  55  65  70
  6  17  23  30  36  42  53  64  67
  7  10  23  32  41  43  52  61  70
  7  11  24  31  37  42  54  65  68
  7  12  21  33  40  46  50  63  67
  7  13  20  30  35  49  55  58  72
  7  14  25  29  39  44  51  64  66
  7  15  18  27  38  48  53  60  73
  7  16  19  26  36  47  57  62  69
  7  17  22  28  34  45  56  59  71
  8  10  24  33  35  44  53  62  71
  8  11  23  29  34  46  57  60  72
  8  12  25  32  38  42  55  59  69
  8  13  22  27  41  47  50  64  68
  8  14  21  31  36  43  56  58  73
  8  15  19  30  40  45  52  65  66
  8  16  18  28  39  49  54  61  67
  8  17  20  26  37  48  51  63  70
  9  10  25  27  36  45  54  63  72
  9  11  21  26  38  49  52  64  71
  9  12  24  30  34  47  51  61  73
  9  13  19  33  39  42  56  60  70
  9  14  23  28  35  48  50  65  69
  9  15  22  32  37  44  57  58  67
  9  16  20  31  41  46  53  59  66
  9  17  18  29  40  43  55  62  68
```

## Zyklische Darstellung
Es existiert eine zyklische Darstellung (Singer-Zyklus) dieses Blockplans, sie ist isomorph zur obigen Liste der Blöcke. Ausgehend von dem dargestellten Block erhält man die restlichen Blöcke des Blockplans durch zyklische Permutation der in ihm enthaltenen Punkte.
```
  1   2   4   8  16  32  37  55  64
```

## Orthogonale Lateinische Quadrate (MOLS)
Diese Projektive Ebene der Ordnung 8 ist äquivalent mit diesen 7 MOLS der Ordnung 8: 
{\displaystyle {\begin{bmatrix}1&2&3&4&5&6&7&8\\2&1&5&8&3&7&6&4\\3&5&1&6&2&4&8&7\\4&8&6&1&7&3&5&2\\5&3&2&7&1&8&4&6\\6&7&4&3&8&1&2&5\\7&6&8&5&4&2&1&3\\8&4&7&2&6&5&3&1\end{bmatrix}}\quad {\begin{bmatrix}1&3&4&5&6&7&8&2\\2&5&8&3&7&6&4&1\\3&1&6&2&4&8&7&5\\4&6&1&7&3&5&2&8\\5&2&7&1&8&4&6&3\\6&4&3&8&1&2&5&7\\7&8&5&4&2&1&3&6\\8&7&2&6&5&3&1&4\end{bmatrix}}\quad {\begin{bmatrix}1&4&5&6&7&8&2&3\\2&8&3&7&6&4&1&5\\3&6&2&4&8&7&5&1\\4&1&7&3&5&2&8&6\\5&7&1&8&4&6&3&2\\6&3&8&1&2&5&7&4\\7&5&4&2&1&3&6&8\\8&2&6&5&3&1&4&7\end{bmatrix}}\quad {\begin{bmatrix}1&5&6&7&8&2&3&4\\2&3&7&6&4&1&5&8\\3&2&4&8&7&5&1&6\\4&7&3&5&2&8&6&1\\5&1&8&4&6&3&2&7\\6&8&1&2&5&7&4&3\\7&4&2&1&3&6&8&5\\8&6&5&3&1&4&7&2\end{bmatrix}}}
{\displaystyle {\begin{bmatrix}1&6&7&8&2&3&4&5\\2&7&6&4&1&5&8&3\\3&4&8&7&5&1&6&2\\4&3&5&2&8&6&1&7\\5&8&4&6&3&2&7&1\\6&1&2&5&7&4&3&8\\7&2&1&3&6&8&5&4\\8&5&3&1&4&7&2&6\end{bmatrix}}\quad {\begin{bmatrix}1&7&8&2&3&4&5&6\\2&6&4&1&5&8&3&7\\3&8&7&5&1&6&2&4\\4&5&2&8&6&1&7&3\\5&4&6&3&2&7&1&8\\6&2&5&7&4&3&8&1\\7&1&3&6&8&5&4&2\\8&3&1&4&7&2&6&5\end{bmatrix}}\quad {\begin{bmatrix}1&8&2&3&4&5&6&7\\2&4&1&5&8&3&7&6\\3&7&5&1&6&2&4&8\\4&2&8&6&1&7&3&5\\5&6&3&2&7&1&8&4\\6&5&7&4&3&8&1&2\\7&3&6&8&5&4&2&1\\8&1&4&7&2&6&5&3\end{bmatrix}}}

## Oval
Ein Oval des Blockplans ist eine Menge seiner Punkte, von welcher keine drei auf einem Block liegen. Hier ist ein Beispiel eines Ovals maximaler Ordnung dieses Blockplans:
```
  1   2  10  19  29  39  49  52  62  72
```